# Elgin Cutlass
Elgin Cutlass là loại súng gươm do George Elgin thiết kế và đưa vào sản xuất trong năm 1837. Đây là loại súng hỏa mai đánh lửa bắn phát một sử dụng loại đạn 13,7mm với nòng trơn. Điểm đáng chú ý của loại súng này là nó tích hợp hàn dính một con dao dài 279,4mm phía dưới nòng súng cho việc cận chiến nếu bắn không trúng.

## Phát triển
C.B. Allen là một trong hai hãng chế tạo các loại súng gươm này bên cạnh hãng Morrill, Mossman and Blair một phần bởi vì sự nổi tiếng của loại dao Bowie.
James Bowie đã trở thành anh hùng dân gian của văn hóa Hoa Kỳ vì bản chất liều lĩnh của mình cùng sự đóng góp cho cuộc cách mạng tại Texas cũng như cái chết của ông tại trận Alamo. Nhưng trận đấu súng tại Natchez, Mississippi năm 1827 mới là sự kiện làm nên tiếng tăm của nhân vật này, sau khi bị bắn và bị đâm, Bowie bằng cách nào đó đã giết được cảnh sát trưởng vùng Rapides Parish là Norris Wright bằng một con dao lớn mà sau này được biết với cách gọi là dao Bowie.
George Elgin đã được cấp bằng sáng chế cho loại dao trở thành huyền thoại này vào ngày 05 tháng 7 năm 1837. Với bằng sáng chế trong tay Elgin đã tạo ra một loại súng ngắn kết hợp với loại dao này. Đây là loại súng ngắn đánh lửa đầu tiên được quân đội Hoa Kỳ thông qua để đưa vào trang bị cho sĩ quan và cũng là loại súng gươm duy nhất trong lịch sử phục vụ trong lực lượng này. Lực lượng hải quân đã đặt hàng 500 khẩu nhưng chỉ có 150 khẩu được chế tạo do giá khá đắt, một số được chuyển cho lực lượng thám hiểm Wilkes-South Sea, còn 150 khẩu khác xuất xưởng đưới dạng linh kiện để ráp lại sau thì hầu hết xuất khẩu sang châu Âu.
Loại súng này được báo cáo là hiệu quả với lực lượng hải quân như năm 1840 khi lực lượng này dùng chúng để chống lại thổ dân Fiji khi thám hiểm trên đảo Malolo. Chúng còn được thấy sử dụng trong cuộc nội chiến Hoa Kỳ.